# 逻辑、语言与计算研究所
逻辑、语言与计算研究所（英語：Institute for Logic, Language and Computation，缩写为ILLC）是阿姆斯特丹大学下属的一所逻辑学、语言学、计算机科学等交叉学科的教育和研究机构。前身是1991年成立的语言、逻辑与信息学研究所（荷蘭語：Instituut voor Taal Logica en Informatie，缩写为ITLI）。